# XII Молниеносный легион
XII Молнией вооружённый (лат. Legio XII Fulminata) — римский легион, сформированный Юлием Цезарем в 58 году до н. э. Просуществовал как минимум до начала V века. Символ легиона — изображение молнии (удар молнией в Древнем Риме считался особым благоприятным знаком богов). Считается, что именно к этому легиону принадлежали Сорок Севастийских мучеников, казнённые в 320 году в городе Себастии.

## Основание
Сформирован Юлием Цезарем в 58 году до н. э. для войны с гельветами вместе с XI легионом. При формировании наименования не получил. Символ легиона при формировании, как и у всех легионов Цезаря, скорее всего — бык.

## Боевой путь
Первым сражением, в котором участвовал легион, была битва на Сабисе (совр. река Самбра, Фландрия, Франция — Бельгия), в которой войска Цезаря выступили против троекратно превышающих их силы нервиев в начале 57 году до н. э. Битва закончилась блестящей победой римлян.
В 52 году до н. э. легион сражался против Верцингеторига и принял участие в осадах Бургоса (Испания) и Алезии (совр. Ализ-Сент-Рен, Франция).
Во время гражданской войны сражался на стороне Цезаря в Италии и при Фарсале (совр. Фарсала, Греция). После Фарсалы легион получил свой первый когномен — Victrix («Победоносный») (гораздо позже, на рубеже III и IV веков, существовал другой легион XII Victrix).
В 46 году до н. э. Цезарь распустил легион и расселил его ветеранов в окрестностях Пармы в Италии. В 44 году до н. э., после смерти Цезаря, Лепид воссоздал легион вновь и отдал его под командование Марка Антония.
В 43 году до н. э. легион участвовал в битве при Модене на стороне Марка Антония против Октавиана. После примирения противников участвовал на стороне второго триумвирата в битве при Филиппах, а затем подавлял восстание в Перудже.
Позже участвовал в кампании Марка Антония против Парфии. В это время упомянут под наименованием Antiqua («старый»).
После поражения Марка Антония при Акции Октавиан вывел из состава легиона ветеранов, сражавшихся с Антонием и расселил их в Патре (Греция). Сам легион некоторое время составлял гарнизон Вавилона Египетского (совр. Каир, Египет), а затем был переведён в Рафанею (13 км к северо-востоку от совр. Ирбид, Иордания). В 14 году легион находился в Рафанее и назывался уже Fulminata («Молнией вооружённый»).
В течение следующих десятилетий подразделения легиона использовались для подавления восстаний евреев и поддержания порядка в провинции.
В 58—59 годах легион снова участвовал в парфянской кампании, целью которой было обладание Арменией, под командованием Корбулона. Корбулон с тремя легионами захватил Артаксату и Тигранакерт, вынудив армянского царя Тиридата, поддерживаемого Вологезом I, просить мира. Корбулон возвёл на армянский трон правнука Ирода Великого — Тиграна VI, — однако после ухода римских легионов, парфяне вернули царство Тиридату.
В 62 году под командованием Луция Цезенния Пета был вынужден сдаться парфянам в битве при Рандее.
В 66 году явился к Иерусалиму по приказу прокуратора Иудеи Гессия Флора, однако, увидев превышающие силы противника и слабость легиона, легат Сирии Гай Цестий Галл приказал легиону отступить. На обратном пути легион был разбит одним из предводителей восстания зелотов Елизаром бен-Симоном. В довершение ко всем неприятностям легион покрыл себя позором, потеряв своих орлов.
Однако такой позор встряхнул легион, и оставшуюся часть войны он провёл выше всяких похвал, заслужив таким образом прощение. Командовал легионом тогда Веспасиан. Естественно, что в 69 году, когда он объявил себя императором, легион полностью поддержал его.
В 70 году, после взятия Иерусалима, легион был отправлен на охрану Евфрата в Каппадокию, в Мелитену (совр. Малатья, Турция).

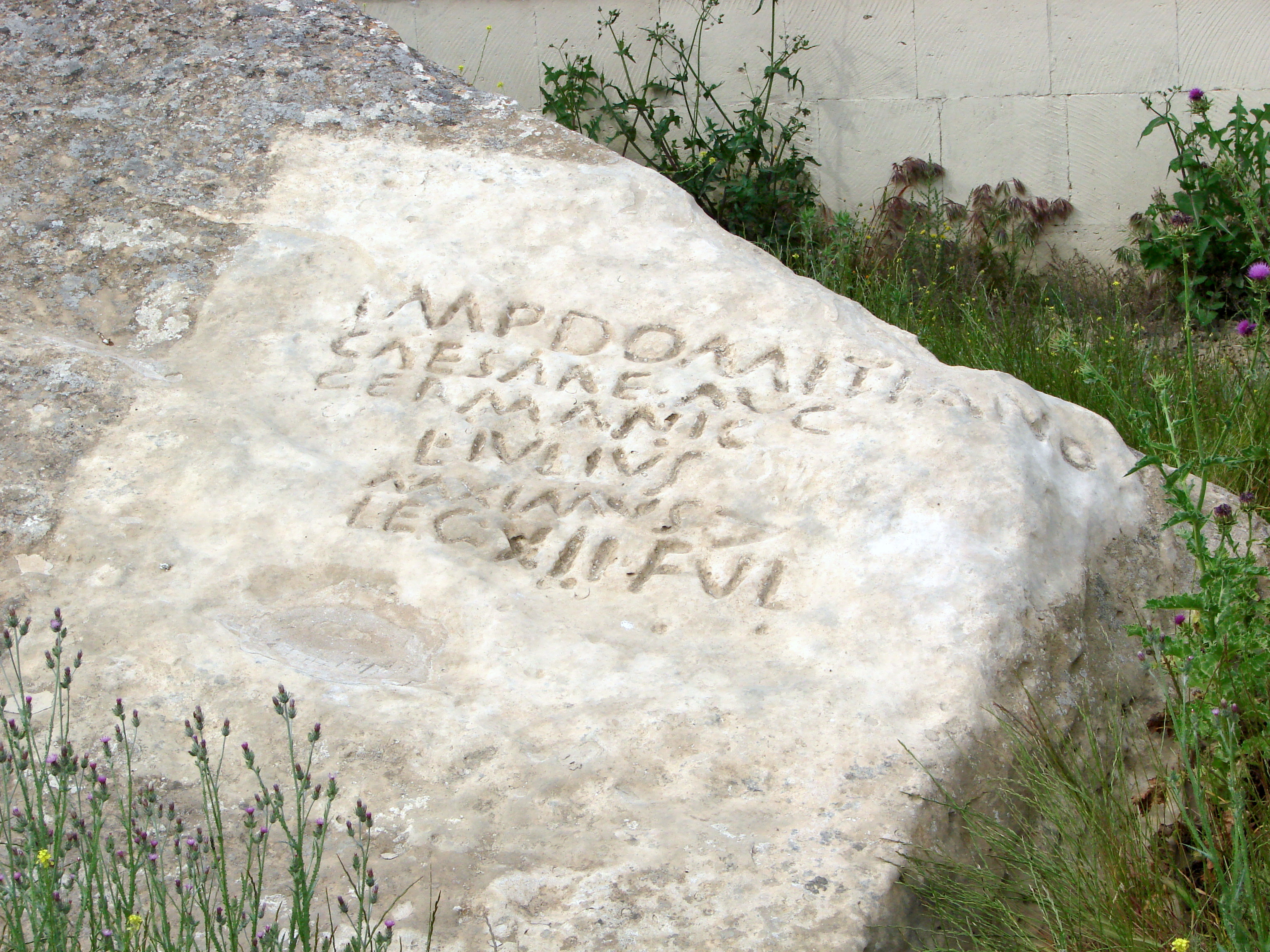
Записи о присутствии легиона в Гобустане (Азербайджан)

В 75 году Домициан послал легион на помощь союзным царствам Иберия и Албания на Кавказ. Записи о присутствии легиона найдены в 1930-х годах в Гобустане (Азербайджан). Таким образом, легион считается самым далеко зашедшим на восток от Рима легионом.
В 114 году принимал участие в армянской кампании Траяна.
В 134 году участвовал в кампании правителя Каппадокии Арриана Никомедийского против племён аланов, появившихся на границах провинции. Кампания носила превентивный характер, её целью было оградить провинцию от ударов извне, пока племена ещё не окрепли настолько, чтобы начать войну.
В 162—166 годах принимал участие в кампании Луция Вера против парфян.
Дион Кассий приводит историю, что жарким летом 172 или 174 года легион принимал участие в войне Марка Аврелия против квадов. При этом легион был окружен в каком-то месте, где не было воды и не имел возможности к спасению.  
 Однако то ли молитвы христиан, то ли действия египетского мага Харнуфа вызвали дожди, и легион был спасен.       
В 175 году легион участвовал в подавлении восстания Авидия Кассия, за что получает титул Certa Constans («нерушимо верный»).
В 193 году легион выступил на стороне Песценния Нигера и был разбит силами Септимия Севера в Киликии у Кузика (совр. Кузик, Турция) и в битве при Иссе (совр. Исса, Турция).
В III веке принимал участие в кампаниях Каракаллы и Александра Севера против Сасанидов.
В 261 году легион перешёл на сторону Одената, царя Пальмиры.
В 274 году Аврелиан покорил Пальмиру. Легион был оставлен в Мелитене. Во времена Диоклетиана участвовал в его кампании в Месопотамии.

## Расформирование
Последние записи о легионе датируются началом V века. Возможно, что легион просуществовал до самого распада Римской империи в 476 году.

## В искусстве
Упоминается в романе Михаила Булгакова «Мастер и Маргарита»: «От флигелей в тылу дворца, где расположилась пришедшая с прокуратором в Ершалаим первая когорта Двенадцатого Молниеносного легиона…».

## Полезные ссылки
- Список римских легионов
- Легион на livius.org
- Р.Канья «Легион» Краткое описание истории различных легионов на портале XLegio.
- Римская Слава Античное военное искусство
- Naked Science Археолог-любитель из Швейцарии нашел место битвы XII легиона